# Arrondissement électoral de Lucerne-ville
Ne doit pas être confondu avec Lucerne (ville).
L’arrondissement électoral de Lucerne-ville (en allemand Wahlkreis Luzern-Stadt) est l'un des six arrondissements électoraux du canton de Lucerne depuis le 1er janvier 2013.

## Communes
| Nom     | N° OFS | Population (décembre 2022) |
| ------- | ------ | -------------------------- |
| Lucerne | 1061   | +083 840,                  |
| Total   | Total  | +083 840,                  |